# تي جي. كامالا ديفي
تي جي. كامالا ديفي (بالهندية: टी. जी. कमला देवी؛ بالإنجليزية: T. G. Kamala Devi) هي مغنية وممثلة هندية (وحملت سابقاً جنسية اتحاد الهند والراج البريطاني)، ولدت في 29 ديسمبر 1930 في Karvetinagar mandal ‏ في الهند، وتوفيت في 16 أغسطس 2012 في تشيناي في الهند.

## وصلات خارجية
- تي جي. كامالا ديفي على موقع IMDb (الإنجليزية)
- تي جي. كامالا ديفي على موقع ميوزك برينز (الإنجليزية)